# Leonídas Paraskevópoulos
 (décembre 2016).
Si vous disposez d'ouvrages ou d'articles de référence ou si vous connaissez des sites web de qualité traitant du thème abordé ici, merci de compléter l'article en donnant les références utiles à sa vérifiabilité et en les liant à la section « Notes et références ».
Leonídas Paraskevópoulos, (en grec moderne : Λεωνίδας Παρασκευόπουλος), est un général et un homme politique grec, né en 1860 à Kythnos et décédé en 1936 à Athènes.

## Biographie
Il est diplômé de l'École des Évelpides et lieutenant en 1881. Il prend part à l'occupation d'Arta et aux conflits en Thessalie en 1886. Il prend aussi part à la Guerre gréco-turque (1897) en Crète, sous les ordres du général Vassos et aux émeutes de Macédoine. Il sert lors des Guerres balkaniques comme commandant de l'artillerie de la 2e armée de campagne et à la bataille de Bizani et devient général la même année.
En 1916, il est du côté des vénizelistes et devient commandant du 1er corps d'armée à Salonique avec les troupes Alliées.
De 1918 à 1920 il est le chef du corps expéditionnaire de Smyrne lors de la Guerre gréco-turque (1919-1922) et, après le retrait de Elefthérios Venizélos, il se retire à Paris en démissionnant de l'armée.

### Sénateur
Élu sénateur en 1929, il devient président du sénat du 18 mars 1930 au 19 août 1932. 